# یواس‌سی‌جی‌سی ویلو (دبلیوال‌بی-۲۰۲)
یواس‌سی‌جی‌سی ویلو (دبلیوال‌بی-۲۰۲) (به انگلیسی: USCGC Willow (WLB-202)) یک کشتی است که طول آن ۲۲۵ فوت (۶۹ متر) می‌باشد. این کشتی در سال ۱۹۹۶ ساخته شد.